# Déclinaisons en slovaque
Le slovaque est une langue flexionnelle et comporte donc des déclinaisons pour les noms, les pronoms personnels et possessifs, les adjectifs qualificatifs, les adjectifs démonstratifs et les adjectifs numéraux ordinaux et cardinaux. Les mots se déclinent suivant leur genre (masculin, féminin et neutre), leur nombre (singulier et pluriel) et leur cas (nominatif, génitif, datif, accusatif, locatif et instrumental).

## Cas
Les six cas sont traditionnellement numérotés et les élèves slovaques les apprennent en même temps que la question à laquelle répond chaque cas (« qui ? quoi ? » au cas voulu).
| Numéro  | Cas          | Nom slovaque | Question correspondante |
| ------- | ------------ | ------------ | ----------------------- |
| 1er cas | Nominatif    | Nominatív    | Kto? Čo?                |
| 2e cas  | Génitif      | Genitív      | Koho? Čoho?             |
| 3e cas  | Datif        | Datív        | Komu? Čomu?             |
| 4e cas  | Accusatif    | Akuzatív     | Koho? Čo?               |
| 6e cas  | Locatif      | Lokál        | O kom? O čom?           |
| 7e cas  | Instrumental | Inštrumentál | S kým? S čím?           |

Le cinquième cas, le vocatif, a aujourd’hui presque disparu et est remplacé par le nominatif : on ne le trouve que pour de rares mots tels que Bože (vocatif de Boh, « Dieu ») ou otče (de otec, « père »), et son emploi n’est pas obligatoire (otče est plus utilisé dans des contextes religieux). Dans la langue familière, on trouve cependant un vocatif en -i pour certains prénoms et termes familiaux (par exemple Zuzi pour Zuzana ou mami pour mama, « maman »).
Le nominatif est le cas du sujet de la phrase et de l’attribut du sujet. C’est la forme donnée par les dictionnaires. Il n’existe pas de préposition suivie du nominatif.
Le génitif indique la possession : auto môjho otca, « la voiture de mon père ». Son emploi est également obligatoire après de nombreuses prépositions comme do (« à, jusqu’à »), od (« à partir de ») podľa (« selon »), u (« chez »), etc.
Le datif est le cas du complément d'objet indirect : daj mi peniaze, « donne-moi de l’argent ». On le trouve aussi après des prépositions comme k (« à, vers ») ou vďaka (« grâce à »).
L’accusatif est le cas du complément d'objet direct : čítam knihu, « je lis un livre ». On le trouve aussi après des prépositions comme pre (« pour ») ou na (« à, sur, pour »).
Le locatif est utilisé uniquement après certaines prépositions : v (« dans »), na (« sur, à »), o (« à propos de »), pri (« auprès de »), etc. On ne le trouve jamais sans préposition, pour cette raison les formes locatives sont souvent citées dans les livres de grammaire avec la préposition o.
L’instrumental, utilisé seul, indique le complément circonstanciel de moyen : cestujem vlakom, « je voyage en train ». Dans un registre formel, il peut aussi être utilisé pour l’attribut du sujet. Il est également utilisé après certaines prépositions : s (« avec »), pred (« devant »), nad (« au-dessus de »), etc.

## Consonnes dures et molles
En slovaque, les consonnes peuvent être divisées en trois catégories :
- dures (h, ch, k, g, d, t, n, l),
- neutres (b, m, p, r, s, v, z, f), généralement regroupées avec les consonnes dures dans les déclinaisons,
- molles (ď, ť, ň, ľ, dž, č, š, ž, dz, c, j).

Il est important de distinguer ces catégories, parce que le choix du modèle de déclinaison pour les noms et les adjectifs dépend très souvent de la dernière consonne du mot.

## Noms
Pour chaque genre, il existe quatre modèles principaux de déclinaison pour le nom. Le choix du modèle dépend en grande partie de la dernière lettre du radical et, pour les noms masculins, également de l’animéité. Il existe aussi des noms indéclinables : des mots étrangers qui sont difficiles à adapter à l’un des modèles de déclinaison (les prénoms féminins terminés par une consonne, alibi, menu, etc.).

### Masculin
Le slovaque distingue les noms masculins animés et inanimés. On remarque que pour les noms masculins inanimés, l’accusatif est identique au nominatif ; pour les animés, il est identique au génitif. (C’est aussi valable pour les adjectifs.)
| Type         | Animé (terminé par autre chose que a) | Animé (terminé par autre chose que a) | Animé (terminé par a) | Animé (terminé par a) | Inanimé (terminé par une consonne dure) | Inanimé (terminé par une consonne dure) | Inanimé (terminé par une consonne molle) | Inanimé (terminé par une consonne molle) |
| Nombre       | Singulier                             | Pluriel                               | Singulier             | Pluriel               | Singulier                               | Pluriel                                 | Singulier                                | Pluriel                                  |
| ------------ | ------------------------------------- | ------------------------------------- | --------------------- | --------------------- | --------------------------------------- | --------------------------------------- | ---------------------------------------- | ---------------------------------------- |
| Nominatif    | chlap                                 | chlapi                                | hrdina                | hrdinovia             | dub                                     | duby                                    | stroj                                    | stroje                                   |
| Génitif      | chlapa                                | chlapov                               | hrdinu                | hrdinov               | duba                                    | dubov                                   | stroja                                   | strojov                                  |
| Datif        | chlapovi                              | chlapom                               | hrdinovi              | hrdinom               | dubu                                    | dubom                                   | stroju                                   | strojom                                  |
| Accusatif    | chlapa                                | chlapov                               | hrdinu                | hrdinov               | dub                                     | duby                                    | stroj                                    | stroje                                   |
| Locatif      | chlapovi                              | chlapoch                              | hrdinovi              | hrdinoch              | dube                                    | duboch                                  | stroji                                   | strojoch                                 |
| Instrumental | chlapom                               | chlapmi                               | hrdinom               | hrdinami              | dubom                                   | dubmi                                   | strojom                                  | strojmi                                  |

- De nombreux noms masculins animés et inanimés présentent une voyelle mobile, c’est-à-dire une voyelle (généralement e ou o, rarement autre chose) qui disparaît aux autres cas que le nominatif (et l’accusatif, quand celui-ci est identique au nominatif) : cukor, cukru ; vedec, vedca ; chrbát, chrbta.
- Dans certains mots, la dernière voyelle du radical est raccourcie aux autres cas que le nominatif : chlieb, chleba ; vietor, vetra).
- De nombreux noms masculins inanimés ont leur génitif singulier en -u (par exemple rok, roku). Le génitif est normalement indiqué dans les dictionnaires. En règle générale, si c’est un nom en -m, un mot étranger ou un nom abstrait ou indénombrable, le génitif a de grandes chances de se terminer par -u.
- Pour les inanimés se terminant par -k, -ch, -h ou -g, le locatif singulier est -u (juh, juhu).
- Quelques animés ont leur locatif et datif singuliers en -u au lieu de -ovi : človek, človeku.
- Certains animés ont leur nominatif pluriel en -ovia (principalement des liens de parenté comme syn, synovia) ou -ia (notamment les mots en -teľ comme učiteľ, učitelia).
- Certains mots inanimés d’origine étrangère ont une terminaison au nominatif et à l’accusatif singuliers qui disparaît aux autres cas (komunizmus, komunizmu).
- Certains animés (principalement des diminutifs et des termes familiaux) se terminent par -o au nominatif ; cette terminaison disparaît aux autres cas (dedo, deda).
- La terminaison de l’instrumental pluriel est parfois -ami pour des raisons euphoniques, notamment en cas de voyelle flottante ou de mot qui se termine par -m (meter, metrami).
- Certains noms en -r ou en -l se déclinent comme stroj et non comme dub, c’est le cas par exemple de bicykel et liter. D’autres ont leur locatif singulier en -i (comme stroj), mais leur nominatif en -y (comme dub) ; ce sont principalement des mots étrangers en -r, -l et presque tous les mots en -ál : apríl, v apríli ; inštrumentál, v inštrumentáli.
- Quelques rares noms masculins animés ont un vocatif singulier, aujourd’hui archaïque ou utilisé seulement dans certaines expressions (priateľ, priateľu ; boh, bože).
- Pour les noms animés se finissant par -ch ou -k, cette consonne mute en -s- ou -c- devant la terminaison -i du nominatif pluriel (Čech, Česi ; Slovák, Slováci).
- Il peut arriver qu’un nom ait plusieurs terminaisons possibles pour un même cas (par exemple, muž peut donner au nominatif pluriel muži ou mužovia).
- De nombreux toponymes masculins (principalement en -any, -áky, -íky) sont des pluralia tantum et ils n’ont pas de terminaison au génitif ; la dernière voyelle est allongée ou une voyelle est insérée selon les mêmes règles que pour les noms féminins : Topoľčany, Topoľčian.
- Certains noms sont assez irréguliers : c’est le cas de deň dont le génitif pluriel est dní, et de človek qui devient ľudia au pluriel.

Il existe un cinquième modèle pour les noms animés étrangers qui se terminent par -i, -y, -e, -ä, -ö, -ü, etc. Au singulier, la déclinaison est proche de celle des adjectifs, au pluriel elle est identique à hrdina.
| Cas          | Singulier | Pluriel  |
| ------------ | --------- | -------- |
| Nominatif    | pony      | ponyovia |
| Génitif      | ponyho    | ponyov   |
| Datif        | ponymu    | ponyom   |
| Accusatif    | ponyho    | ponyov   |
| Locatif      | ponym     | ponyoch  |
| Instrumental | ponym     | ponyami  |

### Féminin
| Terminaison  | Consonne dure et -a | Consonne dure et -a | Consonne molle et -a | Consonne molle et -a | Consonne, génitif en -e | Consonne, génitif en -e | Consonne, génitif en -i | Consonne, génitif en -i |
| Nombre       | Singulier           | Pluriel             | Singulier            | Pluriel              | Singulier               | Pluriel                 | Singulier               | Pluriel                 |
| ------------ | ------------------- | ------------------- | -------------------- | -------------------- | ----------------------- | ----------------------- | ----------------------- | ----------------------- |
| Nominatif    | žena                | ženy                | ulica                | ulice                | dlaň                    | dlane                   | kosť                    | kosti                   |
| Génitif      | ženy                | žien                | ulice                | ulíc                 | dlane                   | dlaní                   | kosti                   | kostí                   |
| Datif        | žene                | ženám               | ulici                | uliciam              | dlani                   | dlaniam                 | kosti                   | kostiam                 |
| Accusatif    | ženu                | ženy                | ulicu                | ulice                | dlaň                    | dlane                   | kosť                    | kosti                   |
| Locatif      | žene                | ženách              | ulici                | uliciach             | dlani                   | dlaniach                | kosti                   | kostiach                |
| Instrumental | ženou               | ženami              | ulicou               | ulicami              | dlaňou                  | dlaňami                 | kosťou                  | kosťami                 |

- Certaines règles permettent de deviner si un nom féminin se terminant par une consonne se décline comme dlaň ou kosť (tous les noms féminins en -osť, en -s, en -v, se déclinent comme kosť ; tous les noms en -ň et -m se déclinent comme dlaň), mais ce n’est pas toujours possible. Le génitif est normalement indiqué dans les dictionnaires.
- Certains noms féminins terminés par une consonne perdent un o ou un e aux autres cas que le nominatif (comme pour les noms masculins) : obec, obce.
- Pour les noms de type žena et une bonne partie de ceux déclinés comme ulica, le génitif pluriel n’a pas de terminaison. Cela résulte généralement en l’allongement de la dernière voyelle du radical ou en l’insertion d’une voyelle (ie, o ou e) pour faciliter la prononciation.
  - Si le radical se termine par une seule consonne ou par certains groupes de deux consonnes, la voyelle est allongée ; ä, e et o s’allongent respectivement en ia, ie et ô (et a en ia après une consonne molle) : voda, vôd ; slza, sĺz. Si la voyelle est déjà longue, il n’y a pas de changement (chvíľa, chvíľ). Si la dernière voyelle du radical est précédée par une syllabe comportant une voyelle longue, elle n’est pas allongée, en raison de la loi rythmique (záhrada, záhrad). L’allongement n’a pas lieu non plus pour les radicaux en -ov (sova, sov).
  - Si le radical se termine par certains groupes de consonnes (en particulier : les suffixes -ka et -ba après une consonne, une consonne sourde suivie de v, ou un groupe comportant une consonne sonore), une voyelle est insérée entre ces consonnes pour faciliter la prononciation :
    - Le plus souvent, cette voyelle est ie : hruška, hrušiek.
    - Après une syllabe longue (en raison de la loi rythmique) ou après un j, on utilise o : čiapka, čiapok. Mais si la dernière consonne du radical est sonore, on utilise e : vojna, vojen.
- La règle rythmique fait que les terminaisons -ám/iam et -ách/iach deviennent -am et -ach si la syllabe précédente contient une voyelle longue ou une diphtongue (káva, kávam, kávach).
- Certains mots déclinés comme ulica ont leur génitif pluriel en -í ; c’est notamment le cas des noms en -ňa ainsi que des noms étrangers en -ia (funkcia, funkcií).
- La terminaison -í du génitif pluriel ne respecte pas la loi rythmique : pieseň, piesní.
- Le nom pani est irrégulier.
- Les noms en -ea (tels que idea et Kórea) se déclinent comme žena, sauf que le locatif et le datif singuliers sont en -i et le génitif pluriel en -í.

Il existe un cinquième modèle pour les rares noms qui se terminent par -á. Ils se déclinent comme des adjectifs au singulier et au nominatif et à l’accusatif pluriels, et aux autres cas comme žena. Les noms déclinés selon ce modèle sont une classe fermée, ce sont uniquement des mots indiquant des liens de parenté et des titres de noblesse dérivés de leur équivalent masculin.
| Cas          | Singulier  | Pluriel     |
| ------------ | ---------- | ----------- |
| Nominatif    | princezná  | princezné   |
| Génitif      | princeznej | princezien  |
| Datif        | princeznej | princeznám  |
| Accusatif    | princeznú  | princezné   |
| Locatif      | princeznej | princeznách |
| Instrumental | princeznou | princeznami |

### Neutre
| Terminaison  | Consonne dure et -o | Consonne dure et -o | Consonne molle et -e | Consonne molle et -e | -ie         | -ie           | -a ou -ä  | -a ou -ä   | -a ou -ä           |
| Nombre       | Singulier           | Pluriel             | Singulier            | Pluriel              | Singulier   | Pluriel       | Singulier | Pluriel    | Pluriel (variante) |
| ------------ | ------------------- | ------------------- | -------------------- | -------------------- | ----------- | ------------- | --------- | ---------- | ------------------ |
| Nominatif    | mesto               | mestá               | srdce                | srdcia               | vysvedčenie | vysvedčenia   | dievča    | dievčatá   | dievčence          |
| Génitif      | mesta               | miest               | srdca                | sŕdc                 | vysvedčenia | vysvedčení    | dievčaťa  | dievčat    | dievčeniec         |
| Datif        | mestu               | mestám              | srdcu                | srdciam              | vysvedčeniu | vysvedčeniam  | dievčaťu  | dievčatám  | dievčencom         |
| Accusatif    | mesto               | mestá               | srdce                | srdcia               | vysvedčenie | vysvedčenia   | dievča    | dievčatá   | dievčence          |
| Locatif      | meste               | mestách             | srdci                | srdciach             | vysvedčení  | vysvedčeniach | dievčati  | dievčatách | dievčencom         |
| Instrumental | mestom              | mestami             | srdcom               | srdcami              | vysvedčením | vysvedčeniami | dievčaťom | dievčatami | dievčencami        |

- L’absence de terminaison au génitif pluriel pour les noms en -o et -e provoque des modifications du radical comme pour les noms féminins.
- Certains noms neutres étrangers ont la terminaison -um ou -on au nominatif et à l’accusatif singuliers ; ces noms se déclinent comme mesto et la terminaison disparaît aux autres cas : múzeum, múzea.
- Le locatif singulier des noms de type mesto dont le radical se termine par -k, -g, -h, -ch ou une voyelle est -u (Slovensko, Slovensku ; rádio, rádiu).
- Le génitif pluriel des noms de type mesto dont le radical se termine par une voyelle est -í : rádio, rádií ; múzeum, múzeí.
- Si la dernière syllabe du radical contient une voyelle longue ou une diphtongue, la règle rythmique fait que les terminaisons -á/ia, -ám/iam, -ách/iach sont raccourcies en -a, -am, -ach (ráno, rána, ránam, ránach).
- Pour les noms du types srdce, la terminaison de l’instrumental pluriel est -iami dans la langue familière.
- Pour les noms en -a, ou -ä après une consonne labiale (qui désignent principalement des petits d’animaux) :
  - la variante du pluriel en -enc- est plus rare. Certains noms, comme mláďa, n’ont pas cette variante (son pluriel est mláďatá ; *mládence est incorrect).
  - Pour les mots qui se terminent par -ä, le -a- initial de toutes les terminaisons est remplacé par -ä- (žriebä, žriebäťa, žriebäťu, etc.).
- Certains noms sont irréguliers : oko, ucho et dieťa se déclinent normalement au singulier, mais leur racine change au pluriel (respectivement oči, uši et deti).

## Adjectifs

### Adjectifs qualificatifs
Il y a deux modèles de déclinaison pour les adjectifs :
- le premier pour les adjectifs terminés par une consonne dure suivie de -ý ;
- le deuxième pour les adjectifs terminés par une consonne molle suivie de -í.

| Nombre       | Singulier | Singulier | Singulier | Singulier | Pluriel  | Pluriel  | Pluriel | Pluriel |
| Genre        | Masculin  | Masculin  | Neutre    | Féminin   | Masculin | Masculin | Neutre  | Féminin |
| Genre        | Animé     | Inanimé   | Neutre    | Féminin   | Animé    | Inanimé  | Neutre  | Féminin |
| ------------ | --------- | --------- | --------- | --------- | -------- | -------- | ------- | ------- |
| Nominatif    | pekný     | pekný     | pekné     | pekná     | pekní    | pekné    | pekné   | pekné   |
| Génitif      | pekného   | pekného   | pekného   | peknej    | pekných  | pekných  | pekných | pekných |
| Datif        | peknému   | peknému   | peknému   | peknej    | pekným   | pekným   | pekným  | pekným  |
| Accusatif    | pekného   | pekný     | pekné     | peknú     | pekných  | pekné    | pekné   | pekné   |
| Locatif      | peknom    | peknom    | peknom    | peknej    | pekných  | pekných  | pekných | pekných |
| Instrumental | pekným    | pekným    | pekným    | peknou    | peknými  | peknými  | peknými | peknými |

- Contrairement aux règles habituelles de prononciation en slovaque, le n de peknej et pekní se prononce [n] et pas [ɲ]. Les terminaisons -e, -ej, -i, -í des adjectifs de type pekný ne mouillent pas la consonne précédente.
- La règle rythmique s’applique également pour les adjectifs : l’accent aigu des terminaisons disparaît si la dernière syllabe du radical contient une voyelle longue. Ainsi, krásny donne krásna, krásne, krásnu, krásneho, etc.

| Nombre       | Singulier | Singulier | Singulier | Singulier | Pluriel  | Pluriel  | Pluriel | Pluriel |
| Genre        | Masculin  | Masculin  | Neutre    | Féminin   | Masculin | Masculin | Neutre  | Féminin |
| Genre        | Animé     | Inanimé   | Neutre    | Féminin   | Animé    | Inanimé  | Neutre  | Féminin |
| ------------ | --------- | --------- | --------- | --------- | -------- | -------- | ------- | ------- |
| Nominatif    | cudzí     | cudzí     | cudzie    | cudzia    | cudzí    | cudzie   | cudzie  | cudzie  |
| Génitif      | cudzieho  | cudzieho  | cudzieho  | cudzej    | cudzích  | cudzích  | cudzích | cudzích |
| Datif        | cudziemu  | cudziemu  | cudziemu  | cudzej    | cudzím   | cudzím   | cudzím  | cudzím  |
| Accusatif    | cudzieho  | cudzí     | cudzie    | cudziu    | cudzích  | cudzie   | cudzie  | cudzie  |
| Locatif      | cudzom    | cudzom    | cudzom    | cudzej    | cudzích  | cudzích  | cudzích | cudzích |
| Instrumental | cudzím    | cudzím    | cudzím    | cudzou    | cudzími  | cudzími  | cudzími | cudzími |

Le deuxième modèle est proche du premier : il suffit en effet de remplacer ý par í, é par ie, á par ia et ú par iu. Là aussi la règle rythmique peut s’appliquer : rýdzi donne rýdza, rýdze, rýdzu, rýdzeho, etc.
Les adjectifs dérivés de noms d’animaux se terminent par -í et se déclinent comme cudzí, indépendamment de la consonne précédente, et ne respectent pas la loi rythmique : psí (« de chien »), páví (« de paon »).

### Adjectifs possessifs
Les adjectifs possessifs dérivés de noms se terminent par -ov pour un possesseur masculin et -in pour un possesseur féminin. Ils se déclinent selon un modèle qui ressemble aux autres adjectifs (avec cependant quelques différences).
| Nombre       | Singulier | Singulier | Singulier | Singulier | Pluriel  | Pluriel  | Pluriel  | Pluriel  |
| Genre        | Masculin  | Masculin  | Neutre    | Féminin   | Masculin | Masculin | Neutre   | Féminin  |
| Genre        | Animé     | Inanimé   | Neutre    | Féminin   | Animé    | Inanimé  | Neutre   | Féminin  |
| ------------ | --------- | --------- | --------- | --------- | -------- | -------- | -------- | -------- |
| Nominatif    | otcov     | otcov     | otcovo    | otcova    | otcovi   | otcove   | otcove   | otcove   |
| Génitif      | otcovho   | otcovho   | otcovho   | otcovej   | otcových | otcových | otcových | otcových |
| Datif        | otcovmu   | otcovmu   | otcovmu   | otcovej   | otcovým  | otcovým  | otcovým  | otcovým  |
| Accusatif    | otcovho   | otcov     | otcovo    | otcovu    | otcových | otcove   | otcove   | otcove   |
| Locatif      | otcovom   | otcovom   | otcovom   | otcovej   | otcových | otcových | otcových | otcových |
| Instrumental | otcovým   | otcovým   | otcovým   | otcovou   | otcovými | otcovými | otcovými | otcovými |

Les adjectifs possessifs en -in se déclinent de la même manière : matkin donne matkina, matkino, matkini, etc.

## Pronoms

### Pronoms personnels
| Nombre       | Singulier | Singulier | Singulier                     | Singulier | Singulier            | Pluriel | Pluriel | Pluriel   | Pluriel  | Réfléchi |
| Personne     | 1re       | 2e        | 3e                            | 3e        | 3e                   | 1re     | 2e      | 3e        | 3e       | Réfléchi |
| Genre        | 1re       | 2e        | Masculin                      | Féminin   | Neutre               | 1re     | 2e      | Ma        | Mi, F, N | Réfléchi |
| ------------ | --------- | --------- | ----------------------------- | --------- | -------------------- | ------- | ------- | --------- | -------- | -------- |
| Nominatif    | ja        | ty        | on                            | ona       | ono                  | my      | vy      | oni       | ony      | —        |
| Génitif      | ma, mňa   | ťa, teba  | ho, jeho, neho, -ňho, -ň      | jej, nej  | ho, jeho, neho, -ň   | nás     | vás     | ich, nich | ich, ne  | seba     |
| Datif        | mi, mne   | ti, tebe  | mu, jemu, nemu, -ňmu          | jej, nej  | mu, jemu, nemu, -ňmu | nám     | vám     | im, nim   | im, nim  | si, sebe |
| Accusatif    | ma, mňa   | ťa, teba  | ho, jeho, neho, -ňho, -ň, -eň | ju, ňu    | ho, -ň, -eň          | nás     | vás     | ich, nich | ich, ne  | sa, seba |
| Locatif      | mne       | tebe      | ňom                           | nej       | ňom                  | nás     | vás     | nich      | nich     | sebe     |
| Instrumental | mnou      | tebou     | ním                           | ňou       | ním                  | nami    | vami    | nimi      | nimi     | sebou    |

- Certains pronoms ont plusieurs formes au génitif, au datif et l’accusatif (par exemple ma et mňa). La forme longue est utilisée en début de phrase pour accentuer le pronom et après une préposition.
- Pour les pronoms de la troisième personne, la forme qui commence par n- (comme neho ou ňu) est utilisée obligatoirement après une préposition.
- Les pronoms on et ono ont au génitif, au datif et l’accusatif une forme alternative suffixée qui peut être utilisée après une préposition : pre neho peut être remplacé par preňho ou preň. L’emploi de la forme -ň est obligatoire pour le neutre et le masculin inanimé.
- Le pronom réfléchi sa n’a pas de nominatif : il ne peut pas être sujet et aucune préposition n’est suivie du nominatif.

### Pronoms possessifs
| Nombre       | Singulier | Singulier | Singulier | Singulier | Pluriel  | Pluriel  | Pluriel | Pluriel |
| Genre        | Masculin  | Masculin  | Neutre    | Féminin   | Masculin | Masculin | Neutre  | Féminin |
| Genre        | Animé     | Inanimé   | Neutre    | Féminin   | Animé    | Inanimé  | Neutre  | Féminin |
| ------------ | --------- | --------- | --------- | --------- | -------- | -------- | ------- | ------- |
| Nominatif    | môj       | môj       | moje      | moja      | moji     | moje     | moje    | moje    |
| Génitif      | môjho     | môjho     | môjho     | mojej     | mojich   | mojich   | mojich  | mojich  |
| Datif        | môjmu     | môjmu     | môjmu     | mojej     | mojim    | mojim    | mojim   | mojim   |
| Accusatif    | môjho     | môj       | moje      | moju      | mojich   | moje     | moje    | moje    |
| Locatif      | mojom     | mojom     | mojom     | mojej     | mojich   | mojich   | mojich  | mojich  |
| Instrumental | mojím     | mojím     | mojím     | mojou     | mojimi   | mojimi   | mojimi  | mojimi  |

| Nombre       | Singulier | Singulier | Singulier | Singulier | Pluriel  | Pluriel  | Pluriel | Pluriel |
| Genre        | Masculin  | Masculin  | Neutre    | Féminin   | Masculin | Masculin | Neutre  | Féminin |
| Genre        | Animé     | Inanimé   | Neutre    | Féminin   | Animé    | Inanimé  | Neutre  | Féminin |
| ------------ | --------- | --------- | --------- | --------- | -------- | -------- | ------- | ------- |
| Nominatif    | náš       | náš       | naše      | naša      | naši     | naše     | naše    | naše    |
| Génitif      | nášho     | nášho     | nášho     | našej     | našich   | našich   | našich  | našich  |
| Datif        | nášmu     | nášmu     | nášmu     | našej     | našim    | našim    | našim   | našim   |
| Accusatif    | nášho     | náš       | naše      | našu      | našich   | naše     | naše    | naše    |
| Locatif      | našom     | našom     | našom     | našej     | našich   | našich   | našich  | našich  |
| Instrumental | naším     | naším     | naším     | našou     | našimi   | našimi   | našimi  | našimi  |

- Tvoj et svoj se déclinent comme môj, sauf que le -o- ne devient jamais -ô- (tvojho, svojmu).
- Váš se décline comme náš.
- Les pronoms possessifs de la troisième personne (jeho, jej, ich) sont indéclinables.

### Pronoms démonstratifs
| Nombre       | Singulier | Singulier | Singulier | Singulier | Pluriel  | Pluriel  | Pluriel | Pluriel |
| Genre        | Masculin  | Masculin  | Neutre    | Féminin   | Masculin | Masculin | Neutre  | Féminin |
| Genre        | Animé     | Inanimé   | Neutre    | Féminin   | Animé    | Inanimé  | Neutre  | Féminin |
| ------------ | --------- | --------- | --------- | --------- | -------- | -------- | ------- | ------- |
| Nominatif    | ten       | ten       | to        | tá        | tí       | tie      | tie     | tie     |
| Génitif      | toho      | toho      | toho      | tej       | tých     | tých     | tých    | tých    |
| Datif        | tomu      | tomu      | tomu      | tej       | tým      | tým      | tým     | tým     |
| Accusatif    | toho      | ten       | to        | tú        | tých     | tie      | tie     | tie     |
| Locatif      | tom       | tom       | tom       | tej       | tých     | tých     | tých    | tých    |
| Instrumental | tým       | tým       | tým       | tou       | tými     | tými     | tými    | tými    |

- Le t de ten, tej, tí, tie se prononce [t] et pas [c].
- Tamten se décline de la même manière : tamtá, tamto, tamtoho, etc.
- Tento se décline de la même manière, mais le suffixe -to reste invariable : táto, toto, tieto, etc. La forme du génitif masculin et neutre singulier est cependant tohto.

### Pronoms interrogatifs
Čo et kto ne se déclinent qu’au singulier.
| Nominatif    | kto  | čo   |
| Génitif      | koho | čoho |
| Datif        | komu | čomu |
| Accusatif    | koho | čo   |
| Locatif      | kom  | čom  |
| Instrumental | kým  | čím  |

- Le génitif de kto est identique à son accusatif parce qu’il est considéré masculin animé, tandis que čo est considéré comme neutre.
- Ktokoľvek et čokoľvek se déclinent de la même manière, mais le suffixe -koľvek est invariable : kohokoľvek, čímkoľvek, etc.
- Niekto, nikto et niečo se déclinent de la même manière : niekoho, nikomu, niečím, etc.
- C’est aussi le cas de nič, mis à part le nominatif et l’accusatif qui sont nič et pas *ničo.

## Numéraux
Les numéraux ordinaux sont des adjectifs et se déclinent comme tels. Les numéraux cardinaux ont leur propre déclinaison.

### Numéraux cardinaux
Jeden (1) a une déclinaison semblable à celle des adjectifs (les différences étant le nominatif et l’accusatif). Il a un pluriel parce qu’il peut être utilisé après les pluralia tantum (jedny nožnice : « une paire de ciseaux »).
| Nombre       | Singulier | Singulier | Singulier | Singulier | Pluriel  | Pluriel  | Pluriel | Pluriel |
| Genre        | Masculin  | Masculin  | Neutre    | Féminin   | Masculin | Masculin | Neutre  | Féminin |
| Genre        | Animé     | Inanimé   | Neutre    | Féminin   | Animé    | Inanimé  | Neutre  | Féminin |
| ------------ | --------- | --------- | --------- | --------- | -------- | -------- | ------- | ------- |
| Nominatif    | jeden     | jeden     | jedno     | jedna     | jedni    | jedny    | jedny   | jedny   |
| Génitif      | jedného   | jedného   | jedného   | jednej    | jedných  | jedných  | jedných | jedných |
| Datif        | jednému   | jednému   | jednému   | jednej    | jedným   | jedným   | jedným  | jedným  |
| Accusatif    | jedného   | jeden     | jedno     | jednu     | jedných  | jedny    | jedny   | jedny   |
| Locatif      | jednom    | jednom    | jednom    | jednej    | jedných  | jedných  | jedných | jedných |
| Instrumental | jedným    | jedným    | jedným    | jednou    | jednými  | jednými  | jednými | jednými |

Les numéraux dva (2), tri (3) et štyri (4) se déclinent de manière similaire (la principale différence étant que dva a une forme différente pour le féminin et le neutre). Oba et obidva (« tous les deux ») se déclinent comme dva.
| Genre        | Ma    | Mi    | F / N | Ma            | Ma / F / N    | Ma      | Ma / F / N |
| ------------ | ----- | ----- | ----- | ------------- | ------------- | ------- | ---------- |
| Nominatif    | dvaja | dva   | dve   | traja         | tri           | štyria  | štyri      |
| Génitif      | dvoch | dvoch | dvoch | troch         | troch         | štyroch | štyroch    |
| Datif        | dvom  | dvom  | dvom  | trom          | trom          | štyrom  | štyrom     |
| Accusatif    | dvoch | dva   | dve   | troch         | tri           | štyroch | štyri      |
| Locatif      | dvoch | dvoch | dvoch | troch         | troch         | štyroch | štyroch    |
| Instrumental | dvoma | dvoma | dvoma | troma / tromi | troma / tromi | štyrmi  | štyrmi     |

Les numéraux de 5 à 19 et les dizaines (20, 30, …, 90) se déclinent de la même manière que päť (5). Aux autres cas que le nominatif, la voyelle du radical s’allonge : au génitif, šesť (6), sedem (7) et osem (8) donnent respectivement šiesti, siedmi et ôsmi.
| Genre        | Ma            | Mi / F / N |
| ------------ | ------------- | ---------- |
| Nominatif    | päť / piati   | päť        |
| Génitif      | piatich       | piatich    |
| Datif        | piatim        | piatim     |
| Accusatif    | päť / piatich | päť        |
| Locatif      | piatich       |            |
| Instrumental | piatimi       | piatimi    |

Pour les numéraux composés d’une dizaine et d’une unité :
- ceux en -jeden (par exemple dvadsaťjeden, 21) ne se déclinent pas ;
- les autres (par exemple dvadsaťtri, 23) soit ne se déclinent pas, soit chaque élément se décline selon son modèle et les mots sont écrits séparément (23 au génitif : dvadsiatich troch).

Quand il est utilisé seul, sto (100) peut se décliner comme mesto, ou bien ne pas être décliné. Quand il est précédé d’autres numéraux ou suivi d’un nom, il est toujours indéclinable. Utilisé seul, tisíc (1000) se décline comme stroj ; utilisé avec un nom, il est indéclinable ou, plus rarement, décliné comme päť.
Milión, miliarda, etc., sont des noms et se déclinent comme tels.

### Numéraux collectifs
Les numéraux collectifs sont employés pour dénombrer les pluralia tantum (dvoje nohavíc : « deux pantalons »), ou pour dénombrer d’autres objets en soulignant qu’ils forment un groupe (les numéraux cardinaux ordinaires sont aussi possibles dans ce cas). Dvoje (2) et troje (3) peuvent être déclinés comme päť (dvoje, dvojich, dvojim, etc.) ou bien ne pas être déclinés. À partir de 4 (štvoro), tous les numéraux collectifs se finissent par -oro et sont indéclinables.

### Cas après un numéral
Les numéraux cardinaux de 1 à 4 se comportent comme des adjectifs (malgré leur déclinaison différente). Le nom qui suit est au même cas que le numéral, au singulier après jeden et au pluriel après les autres : jeden rok (« un an »), o dva roky (« dans deux ans »), pred štyrmi rokmi (« il y a quatre ans »), etc.
Après les numéraux cardinaux à partir de 5 ainsi que les numéraux collectifs :
- Si le numéral est à sa forme de base, c’est-à-dire au nominatif (sauf masculin animé s’il est différent) ou à l’accusatif (sauf masculin animé), alors le nom qui suit est au génitif pluriel : sto rokov (« cent ans »). Si le groupe nominal est le sujet de la phrase, le verbe doit être à la troisième personne du singulier et s’accorder au neutre : päť ľudí zomrelo (« cinq personnes sont mortes »), et non *zomreli (troisième personne du pluriel).
- Si le numéral est à un autre cas, alors le reste du groupe nominal est au même cas, comme s’il n’y avait pas de numéral : piati muži (« cinq hommes », mais on peut aussi dire päť mužov), pred desiatimi hodinami (« il y a dix heures »), o šiestich ľuďoch (« à propos de six personnes »), etc.